# السعي للسعادة (فلم)
السعي للسعادة أو البحث عن السعادة (بالإنجليزية: The pursuit of happyness) هو فيلمُ سيرةٍ ذاتيّة دراما أمريكي مُستَنِدٌ على قِصّة كريستوفر غاردنر من إخراج غابرييل موكينو وبطولة ويل سميث وابنه جيدن وصَدَر في سبتمبر 2006. الفيلم مَبنيٌّ على قِصّةٍ حقيقيّة وهي قِصّة كريستوفر غاردنر الذي يُحاوِلُ بشتّى الطرق توفير سُبُل الراحة لأسرته الصغيرة، وبعد أن تَهجره زوجَته بسبب الفقر يُقرّر أن يتعلم مهنة جديدة ليحصل منها على المال الكافي ليؤمّن حياةً كريمةً لِعائلته.
وقد نالَ الفيلمُ استِحسانَ النُقّاد، وتَرشّح ويل سميث لنيلِ جائزة الأوسكار لأفضل ممثل عن دوره في هذا الفيلم. كما فازَ الفيلم وترشّح لعددٍ من الجوائز الأُخرى.

## القِصّة
في سان فرانسيسكو عام 1981، استثمر كريس غاردنر (ويل سميث) مدخرات عائلته في ماسحات العظام الضوئية والتي حاول شرح طريقة عملها وبيعها للأطباء. هذا الاستثمار جعله كـ«فيل أبيض» وهو مصطلح يستخدم في حال كون البضاعة[ ؟ ] لا تستحق قيمتها، هذا الشيء أثر بشكل سلبي على الحالة المالية للعائلة حيثُ لم يكن باستطاعَته بيعُ الأجهزة بشكلٍ جيّد؛ لذلك تركته زوجته ليندا (ثاندي نيوتن) وانتقلت إلى مدينة نيويورك. وبقي ابنهما كريستوفر (جادين سميث) مع والده.
حينما كان يحاول كريس بيع واحدة من ماسحاته الضوئية في وسط المدينة؛ التقى بِـ جاي تويستل (براين هاو) مدير لـ «دين ويتر» وأثار إعجابه بحلّه لإحُجية مكعب روبيك خلال رحلة[ ؟ ] قصيرة بسيارة الأجرة. هذه العلاقة الجديدة بـ تويستل أكسَبته فرصة ليصبح سمسار متدرب لَدى الشَرِكة. كانت الشُروط تَقتضي أن يَتَدرّب المُتقدّمون للوظيفة فترة من الزَمن ويَعملونَ دونَ راتِب حتّى يَتِمّ اختيار واحدٍ مِنهم بعد نجاحِهم في الامتحان.
بدأ كريس بتدريبه وواجَهته عدّةُ مُشكلات، فقد تأزّم وضعه أكثر عندما حجزت مصلحة الضرائب حسابه المصرفي بسبب ضرائب الدخل غير المدفوعة، ثُمّ طُرِدَ هو وابنه من المُنزل فنتج عن ذلك بقاؤهم بلا مأوى، وقد اضطروا في لحظة ما للبقاء في أحد حمامات مترو الأنفاق. ثُم صارَ يَبحثُ عن مأوى للمُشرّدين، وقد وَجدَ واحِداً تُديرُه كَنيسةٌ ما ولكن العدد فيها محدود جداً، ونظراً للطلب الكبير على الغرف القليلة كان على كريس أن يسابق الريح مبكراً كان يخرج كل يوم من مقر تدريبه إلى الكنيسة حتى يضمن له مكاناً في طابور الانتظار الطويل.
وفي نهاية تدريبه وأدائِه للامتحان دُعِيَ كريس إلى لقاء مع مدرائه. وأُعجِبوا بعمله وعُرض عليه المنصب. غالب دموعه واندفع إلى مركز الرعاية اليومية لابنه واحتضنه.

## الفَرق بينَ القصة الحقيقية والفيلم

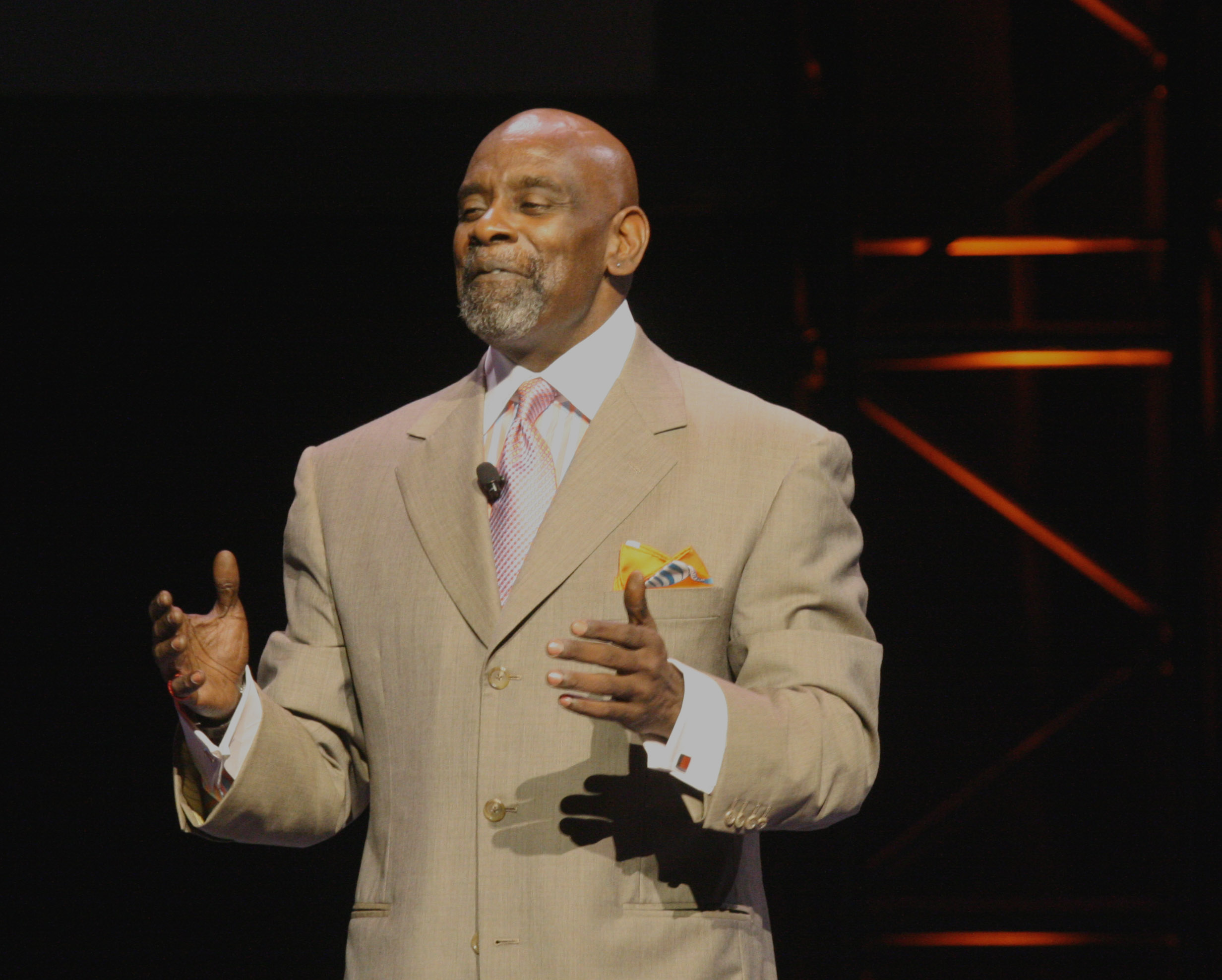
كريستوفر غاردنر

قصة الفيلم قائمة على قصة حقيقية لرجل الأعمال كريستوفر غاردنر مع بعض الاختلافات بين القصة الحقيقية والفيلم. تلخص الفروق في القائمة أدناه:
- شخصية ليندا هي شخصية تخيلية حيث أنها جمعت شخصيات زوجات كريس غاردنر السابقات (في الحقيقة).
- فكرة لعبة مكعبات روبيك التي ساعدته على الحصول على فرصة العمل غير موجودة في القصة الحقيقية لكريس، حيث تم إضافتها لقصة الفيلم وذلك لأن سميث كان دائما مسحوراً بهذه اللعبة.
- كريس غاردنر لم يملك حقيبة دبلوماسية إطلاقا بل كان يضع كافة حاجياته في أكياس بلاستيكية.
- غاردنر كان يتقاضى 1000$ دولار شهرياً خلال فترة تدريبه لدى الشركة.
- قضى غاردنر 10 أيام في السجن نتيجة عدم دفعه مخالفات المرور والمواقف غير القانونية.
- عمل في نهاية المطاف لدى شركة بير ستيرنز.
- أمضى بعض الليالي نائما تحت مكتبه في الشركة بعد انتهاء الدوام الرسمي عند عدم توفر مأوى لينام فيه لعدة أيام.
- شخصيته في الفيلم تقول أنه من ولاية لويزيانا، في حين أنه في الحقيقة من ميلووكي، ويسكونسن.

## طاقم التمثيل
- ويل سميث بدور كريستوفر غاردنر.

1- ثاندي نيوتن 2- ويل سميث 3- جادين سميث

- جيدن سميث بدور كريستوفر غاردنر الابن.
- ثاندي نيوتن بدور ليندا غاردنر.
- براين هاوي بدور جاي.
- دان كاستيلانتا بدور آلان فاركيش.
- جيمس كارن بدور مارتن فورهم.
- كرت فولر بدور والتر ريبون.
- تاياكو فيشر بدور مدام شو.

## الإنتاج

### التطوير
أدرك كريس غاردنر أن قصته لها مواصفات هوليوود، وذلك بعد الاستجابة الوطنية لمقابلة أجراها معه برنامج 20/20 في يناير 2002. وقد نشر قصة حياته في 23 مايو 2006، وأصبح لاحقا منتجا مشاركا في الفيلم. وأخذ الفيلم بعض الحرية في التعامل مع قصة حياة غاردنر، حيث تم تلخيص بعض التفاصيل والأحداث التي حدثت على مدى عدة سنوات في وقت قصير نسبيًا، وعلى الرغم من أنَّ عمر ابنه الحقيقي 5 سنوات إلاَّ أنَّه في الفيلم قام بتمثيله جادين ذو السنوات الثمان، حيث كان ابن غاردنر صغيرا في ذلك الوقت.

### اختيار المُمثّلين
اعتقد كريس غاردنر بأن الممثل سميث الذي اشتهر بتمثيله في أفلام الأكشن قد أخطأ في اختياره للدور، ولكنَّه قال بأن ابنته قد أقنَعته بقولها: «إذا كان بإمكان سميث أن يؤدي دور محمد علي، فبإمكانه أن يؤدي دورك !» وقد أدَّى غاردنر دوراً صغيراً في الفيلم وهو يمر بجوار ويل سميث وابنه في المشهد الأخير بحيث تعرّف غاردنر وويل على بعضهما، التفت ويل إلى الوراء وهو يرى غاردنر يبتعد مع استمرار ابنه بإخباره نكتة.

### الموسيقى
صدر ألبوم الموسيقى التصويريّة في 9 يناير 2007 ويتضمن 16 مقطعاً وهوَ من تأليف أندريا جويرا وتوزيع فيريز سارابندي.
| 1.  | "Opening الافتتاح"                           | 3:09 |
| 2.  | "Being Stupid"                               | 1:39 |
| 3.  | "Oeee Balle Balle shakti / بيلي بيلي شاكتي"  | 1:30 |
| 4.  | "Trouble At Home مشاكل في المنزل"            | 1:30 |
| 5.  | "Rubiks Cube Taxi ريبكس سائق الأجرة"         | 1:53 |
| 6.  | "Park Chase مطاردة المنتزه"                  | 2:29 |
| 7.  | "Linda Leaves مغادرة ليندا"                  | 4:02 |
| 8.  | "Night At Police Station يوم في مخفر الشرطة" | 1:36 |
| 9.  | "Possibly إمكانية"                           | 1:45 |
| 10. | "Where's My Shoe أين حذائي"                  | 4:20 |
| 11. | "To The Game/Touchdown إلى اللعبة"           | 1:37 |
| 12. | "Locked Out إغلاق"                           | 2:20 |
| 13. | "Dinosaurs ديناصورات"                        | 2:40 |
| 14. | "Homeless مشرد"                              | 1:55 |
| 15. | "Happyness سعادة"                            | 3:50 |
| 16. | "Welcome Chris أهلا كريس"                    | 3:45 |

## صدور الفيلم

### شباك التذاكر
بدأ عَرضُ الفيلم بدايةً في أمريكا[ ؟ ] الشماليّة، وقد رَبِح خلال الأسبوع الافتتاحيّ الأوّل 27 مليون دولار، هازماً بذلك الأفلام المُروّج لها مثل فيلم إيراغون وشارلوت ويب. حقق الفيلم 162,586,036 دولار في الولايات المتحدة وكندا. وبلغت إيراداتُه عالميّاً حتّى 307 مليون دولار.

### إصدارات الأقراص
صَدَر الفيلم على أقراص دي في دي في 27 مارس 2007، وقد حققت مبيعات الأشرطة الأمريكية في نوفمبر 2007 زيادَة إيراداتٍ بمقدار 89,923,088 دولار، وهذا يعتبر أقل من النصف مما تم كسبه الأسبوع الأول من إصدار الفيلم. وقد تم بيع ما يقارب 5,570,577 لتصل الإيرادات إلى 90,582,602$.

## الاستقبال الجماهيري

### آراء النُقّاد
تلقّى الفيلم مُراجعاتٍ إيجابية بشكل عام. فقد حَصل على نِسبة 67% في موقِع الطماطم الفاسدة بناءً على 171 ناقِداً. وحَصَل على درجة 66/100 في موقع ميتاكريتيك.
في صحيفة سان فرانسيسكو كرونيكل، كَتَب ميك لاسال في مُراجَعته للفيلم: «المفاجأة الكبرى هي أن الصورة العامة ليست مزيفة... وجمال الفيلم في الإخلاص الواضح فيه. في العموم إنها ليست كقصص النجاح المعتادة التي تظهر في الشاشة والتي بعد فترة معقولة تمر بفترة من الخيبة وكأنه نجاح ملفوف بقوس وشريط! بدلاً من ذلك، قصة النجاح هنا تتبع النمط الأكثر شيوعا في الحياة - إنها تجسد سلسلة من الإخفاقات- هزائم تضعف من روح العزيمة، والفرص الضائعة، وبعض الأمور غير المتأكد من حدوثها، والتي صاحبتها بضعة انتصارات ولكنها بالكاد محسوسة. وبعبارة أخرى، كل شي يشعرك بأنه حقيقي».
وقد شبّه مانوهلا دارقس الكاتب بصحيفة النيويورك تايمز الأمريكية الفيلم بقصة خيالية في حُلّة واقعية. وقال: "هذا النوع من الأفلام حيث تتوالى بشكل سريع حتى تصل إلى مرحلة يشعر فيها المشاهد بالتخمة والاختناق. فالفيلم يقدم النموذج التقليدي لتحقيق الحلم الأمريكي بكل عصامية ومهارة وتنساق أحداثه حتى النهاية بكل انسيابية وشفافية ودون أي فبركة مما ساعد كثيرا البطل ويل سميث في إظهار مدى دفء وعمق شخصيته. ليس هذا فحسب بل نجد أن قوة التفاعل بين ويل سميث وابنه يجذب المشاهد إلى الاقتناع بفكرة أن الفقر ليس سوى نتيجة للحظ السيئ والاختيارات الخاطئة على عكس النجاح فهو محصلة الأحلام والإنجازات البطولية.
بينما منح الكاتب الصحافي بيتر ترافيس في مجلة رولينغ ستون الفيلم ثلاث نجمات من أصل أربع وتوقع أن يكون ويل سميث في طريقه للفوز بجائزة الأوسكار العالمية. فالفضل في نجاح الفيلم يعود إليه نظراً لما تتمتع به شخصيته من جاذبية وذكاء وسحر وحس فكاهة وروح غير متصنعة.
في مجلة فاريتي الأسبوعية، قال براين لوري: «الفيلم عملٌ مُلهِم أكثر منه إبداعي، لأنه يحتوي - إلى حد الإشباع - على الموسيقى الصاخبة والتي تُشعرك بآلام عامة في الأسنان بسبب انخفاض جودتها... يمكنك الإعجاب بسهولة بالفيلم بسبب أداء ويل سميث المخلص والصادر من القلب. ولكن كان من الممكن لهذا الكم من الآلام في لقطات الفيلم والتي من الممكن أن تعطي معنى مغاير للمشاهدين والذي - باعتراف الجميع - كان متخماً بالفاعلية الملهمة للكثير من الأفلام. في الختام كان هناك انعطافة واضحة لتحديد السيد غاردنير بأنه بائع بسيط بالتأكيد، ولكنه ليس من النوع المحبب لقضاء وقت ممتع معه.»
وضح كافين كراست من صحيفة لوس أنجلوس تايمز بأن الفيلم من الناحية الدرامية كان يفتقر إلى الطبقات الموجودة في فيلم كرامر ضد كرامر باعتباره النموذج الدرامي لفيلم البحث عن السعادة. وأضاف: «على الرغم من أن موضوع الفيلم جاد جداً، إلا أن الفيلم بسيط، ويعتمد على الممثل، ويليام سميث، لإعطائه كل هذه القوة والزخم. حتى في السجل الأكثر تواضعا، يظهر الممثل سميث بشخصية قيادية جذّابة مما يجعل من محنة الشخصية التي لعب دورها قهرية ومقنعة. إن فيلم» البحث عن السعادة«هو فيلم عادي بأداء استثنائي. لن تكون متابعته أسوأ ما يمكن عمله في الأعياد والعُطل، بل إن متابعته قد تشعرك بتحسن حول ظروفك وأحوالك الشخصية على الأقل.»
في صحيفة القديس بيستبيرق تايمز الأسبوعية صنّف ستيف بيرسل الفيلم تحت الفئة "ب-" وأضاف: "هذا الفيلم عبارة عن دراما مفرحة إلزامية المتابعة للعطل والأعياد، وقد أدى هذه المهمة بجدية زائدة عن المعتاد. في هذا الفيلم وُضِع الكثير من العقبات والحلول في طريق بطل القصة المرن مما كان من شأنه أن يضع القيم العاطفية والصُدف محل التساؤلات. لا نص كونراد ولا إخراج موتشينو أظهر سبب تفوق كريس على المرشحين الأعلى منه تعليمًا والأكثر منه خبرة. ولكن أداء سميث الأب والابن الرائع والجاد أظهر ذلك دون شك.نادرا ما يظهر الأب ويل سميث بهذا النضج، وبالنهاية قال أنه حقق العديد من المشاعر المفعمة للأوسكار وبالمقابل ظهر ابنه جادين كرقاقة أمام كتلة قديمة والذي لم يألف الظهور أمام كاميرات السينما وأن العلاقة الحقيقية بين ويل وابنه لا تقارن بتلك الظاهرة في الشخصيات عبر الشاشة، ولم يحاول كونراد أن يختبر ذلك.

### الجوائز والترشيحات
| الجائزة                          | الفئة                | المُتلقّي         | النتيجة |
| -------------------------------- | -------------------- | --------------- | ------- |
| جائزة الأوسكار                   | أفضل ممثل            | ويل سميث        | رُشِّح     |
| جوائز بي إي تي                   | أفضل ممثل            | ويل سميث        | رُشِّح     |
| جوائز بلاك ريل                   | أفضل فيلم            | أفضل فيلم       | رُشِّح     |
| جوائز بلاك ريل                   | أفضل ممثل            | ويل سميث        | رُشِّح     |
| جوائز بلاك ريل                   | أفضل ممثل ثانوي      | جيدن سميث       | رُشِّح     |
| جائزة اختيار النقاد للأفلام      | أفضل ممثل            | ويل سميث        | رُشِّح     |
| جائزة اختيار النقاد للأفلام      | أفضل ممثل شاب        | جيدن سميث       | رُشِّح     |
| جائزة كابري                      | فيلم السنة           | فيلم السنة      | فوز     |
| جائزة جمعية شيكاغو لنقاد السينما | أفضل ممثل            | ويل سميث        | رُشِّح     |
| جائزة ديفيد دي دوناتيلو          | أفضل فيلم أجنبي      | أفضل فيلم أجنبي | رُشِّح     |
| جائزة غولدن غلوب                 | أفضل ممثل            | ويل سميث        | رُشِّح     |
| جوائز إم تي في للأفلام           | أفضل أداء            | ويل سميث        | رُشِّح     |
| جوائز إم تي في للأفلام           | أفضل أداء مُفاجِئ      | جيدن سميث       | فوز     |
| جوائز NAACP Image                | أفضل فيلم            | أفضل فيلم       | فوز     |
| جوائز NAACP Image                | أفضل ممثل            | ويل سميث        | رُشِّح     |
| جوائز NAACP Image                | أفضل ممثل ثانوي      | جيدن سميث       | رُشِّح     |
| جوائز NAACP Image                | أفضل ممثلة ثانوية    | ثاندي نيوتن     | رُشِّح     |
| جوائز ناسترو دي أرجنتو           | أفضل نتيجة           | أندريا جويرا    | رُشِّح     |
| جوائز العنقاء                    | أفضل ممثل شاب        | جيدن سميث       | فوز     |
| جائزة نقابة ممثلي الشاشة         | أفضل ممثل بدور رئيسي | ويل سميث        | رُشِّح     |
| جائزة اختيار المراهقين           | أفضل فيلم دراما      | أفضل فيلم دراما | فوز     |
| جائزة اختيار المراهقين           | أكثر جاذبيّة          | ويل سميث        | فوز     |
| جائزة اختيار المراهقين           | أكثر جاذبيّة          | جيدن سميث       | فوز     |
| جائزة اختيار المراهقين           | أداء مُفاجئ           | جيدن سميث       | فوز     |

## روابط خارجية
- مقالات تستعمل روابط فنية بلا صلة مع ويكي بيانات